# Big Flat
Cet article possède un paronyme, voir Big Flats.
Big Flat est une municipalité des comtés de Baxter et de Searcy, dans l'État de l'Arkansas aux États-Unis. La population était de 105 au recensement de la population de 2010.

## Géographie
Selon le bureau du recensement des États-Unis, la commune possède une superficie de 2,81 km2, dont 0,93 km2 d'eau. 

## Voies de communication et transports

### Réseau routier
- Arkansas Highway 14
- Arkansas Highway 263

## Population et société

### Démographie
D'après le recensement de la population de 2000, il y avait 104 habitants, 49 ménages et 24 familles résidant dans la ville. La densité de population était alors de 37,2 par km2. Il y avait 68 logements à une densité moyenne de 24,3 par km2.
| 1940 | 1950 | 1960 | 1970 | 1980 | 1990 |
| ---- | ---- | ---- | ---- | ---- | ---- |
| 210  | 197  | 217  | 189  | 150  | 93   |

| 2000 | 2010 | - | - | - | - |
| ---- | ---- | - | - | - | - |
| 104  | 105  | - | - | - | - |

### Enseignement
La partie de Big Flat située sur le comté de Baxter dépend de la commission scolaire de Mountain View, tandis que la petite partie située sur le comté de Searcy dépend de celle de ce dernier.

## Personnalités liées à la ville
- Robbie Branscum (en), écrivain de livres pour enfants et de fiction pour jeunes adultes.